# Jonathan Pollak
Jonathan Pollak   (Tel-Aviv, 1982) és un activista i dissenyador gràfic israelià que treballa per al diari Haaretz. És cofundador del grup d'acció directa Anarchists Against the Wall.

## Trajectòria
Jonathan Pollak és fill de l'actor Yossi Pollak i la seva mare Tami és psicòloga. És un jueu azquenizita. El seu pare és un artista que es nega a actuar a Cisjordània i el seu avi matern, Nimrod Eshel, va ser empresonat per haver liderat una vaga de mariners durant la dècada del 1950. Quan era adolescent, Pollak va estar involucrat en l'escena hardcore punk israeliana, que als anys 1990 estava vinculada al moviment anarquista, i es va fer straight edge, vegà i activista pels drets dels animals. Anys més tard afirmaria que «el racisme, el masclisme, el sexisme i l'especisme provenen tots del mateix lloc: de menystenir l'altre».
El 2003 Pollak va cofundar l'organització Anarchists Against the Wall que protesta contra la construcció del Mur de Cisjordània. Va participar en protestes a Budrus el 2003 i el 2004. A mitjans dels anys 2000 es va unir a les protestes contra el mur a Bil'in.
Pollak va patir l'impacte al cap d'una bomba de gas lacrimogen disparada per un soldat israelià l'abril de 2005, va perdre el coneixement i va requerir punts de sutura. Després va acusar l'exèrcit israelià d'infringir les seves pròpies regulacions disparant-li deliberadament a la testa. Un portaveu de les Forces de Defensa d'Israel (IDF) va declarar que el projectil havia rebotat primer en una roca i després va colpejar Pollak.
L'octubre de 2010 Pollak va ser multat amb 1.250 dòlars per participar en una manifestació il·legal contra el mur. L'activista palestí Abdullah Abu Rahma dels Comitès de Resistència Popular va ser condemnat a un any de presó en la mateixa vista. El 27 de desembre de 2010 Pollak va ser condemnat a tres mesos de presó per «reunions il·legals» per haver participat en una protesta amb bicicleta el gener de 2008. Va rebutjar una oferta del tribunal per a commutar la seva pena per un servei comunitari. Va ser alliberat de la presó el febrer de 2011 després d'haver reduït la pena per bona conducta i va tornar a manifestar-se al poble palestí de Nabi Salih durant una setmana.
Després de la mort de l'activista Jawaher Abu Rahmah el gener de 2011 a causa d'una bomba de gas lacrimogen disparada directament al cor, Pollak va criticar l'ús de l'estat d'Israel del gas contra el poble palestí afirmant que: «aquesta mort va ser causada pel fet que estan utilitzant gas lacrimogen prohibit a l'Europa dels anys 1960 i 1970, perquè és letal. Però aquí, contra els palestins, continuen utilitzant-lo». El maig de 2012 va protestar contra el judici de l'activista Bassem al-Tamimi, acusat d'organitzar llançaments de pedres i de fer manifestacions il·legals. Al desembre Pollak va criticar les IDF per haver disparat a la cara d'Mustafa Tamimi, un resident de Nabi Saleh que va llençar pedres a un vehicle militar. Tamimi va morir més tard a causa de les ferides.
Pollak dona suport a la campanya internacional de Boicot, Desinversió i Sancions (BDS) contra Israel en protesta per l'ocupació dels territoris palestins. Ha afirmat: «Ni'lin, igual que Soweto, necessita que el món es mantingui al seu darrere i generi una pressió important. A Palestina, igual que a Sud-àfrica, un fort moviment BDS pot provocar aquest canvi». Ha defensat el llançament de pedres contra els soldats israelians com un acte moral d'autoempoderament.
El 27 de febrer de 2018 es va presentar una denúncia penal contra tres activistes de l'organització Anarchists Against the Wall: Jonathan Pollak, Kobi Snitz i Ilan Schleif. La denúncia va ser presentada per l'organització Ad Kan conjuntament amb alguns soldats. Pollak, Snitz i Shliff estan acusats d'haver agredit soldats i policies i d'organitzar esdeveniments en què les forces d'ocupació van resultar ferides. El 6 de gener de 2020 Pollak va ser arrestat i empresonat per no assistir a les audiències judicials relacionades amb el cas. Va declarar que no accepta l'autoritat dels tribunals israelians per a escoltar qüestions relacionades amb «resistir el domini colonial israelià».
A principis de juliol de 2019, Pollak va ser agredit físicament per dos homes que l'esperaven fora del seu lloc de treball i el van ferir a la cara amb un ganivet. Pollak no va denunciar l'atac a la policia: «la meva experiència amb la policia és que ens fa més mal que el que acabo de passar», i va afegir que «la policia és l'últim lloc del món on aniria per a protegir-me».